# کگیلی
کگیلی (به ازبکی: Kegeyli، کېگېیلی)(به قره‌قالپاقی: Kegeyli، كىُگىُیلی) یک شهر در ازبکستان است که در شهرستان کگیلی واقع شده‌است. کگیلی ۱۳٬۰۰۰ نفر جمعیت دارد.